# Dimitrios Gunaris
Dimitrios Gunaris (gr. Δημήτριος Γούναρης; ur. w 1867 w Patras, zm. 28 listopada 1922 w Atenach) – grecki polityk, premier Grecji między marcem 1921 a majem 1922.

## Życiorys
Ukończył studia prawnicze w Atenach, następnie kontynuował studia w Monachium, Londynie i Paryżu. Pod wpływem doświadczeń z pobytu na zachodzie Europy stał się zwolennikiem modernizacji Grecji. Popierał również Wielką Ideę. W 1902 po raz pierwszy został wybrany do parlamentu, gdzie należał do radykalnej grupy „Japończyków”. domagającej się reformy finansów publicznych i racjonalnej polityki społecznej. W 1908 wszedł do rządu Jeorjosa Theotokisa jako minister finansów.
Gounaris negatywnie przyjął zamach z Gudi i dojście do władzy Eleftheriosa Wenizelosa; wskutek tego wydarzenia członkowie dawnych elit politycznych stracili dawną pozycję. W czasie schizmy narodowej popierał króla Konstantyna I i jego otoczenie, w polityce zagranicznej reprezentował podobnie jak on stanowisko proniemieckie. W marcu 1915 objął dzięki temu tekę premiera; urząd sprawował do sierpnia tego samego roku.
Przed wyborami parlamentarnymi 1920 należał do najważniejszych przywódców greckich rojalistów. W kampanii wyborczej głosił hasła przerwania wojny grecko-tureckiej, jednak gdy rojaliści odnieśli zwycięstwo wyborcze, wycofał się z tych postulatów. Gunaris objął po raz drugi urząd premiera w grudniu 1920, po powrocie z wygnania króla Konstantyna po sfałszowanym plebiscycie poparcia dla monarchii. Jego rząd dokonał politycznego odwetu na zwolennikach Wenizelosa, kontynuował wojnę w Anatolii pod hasłem Wielkiej Idei, zaś kadrę dowódczą armii wymienił, wprowadzając nowych oficerów znanych ze swojej wierności dla monarchii.
W maju 1922 odszedł z urzędu premiera. Zastąpił go Nikolaos Stratos; po dziesięciu dniach nowym premierem został Petros Protopapadakis, minister sprawiedliwości w rządzie Gunarisa. Protopapadakis powierzył Gunarisowi tekę ministra sprawiedliwości w swoim gabinecie.
Klęska Greków w wojnie z Turcją wywołała w społeczeństwie szok i chęć rozliczenia winnych. Decydującą rolę w tym procesie odegrało wojsko. Władzę drogą przewrotu objął Komitet Rewolucyjny kierowany przez Nikolaosa Plastirasa i Stylianosa Gonatasa. Rząd wojskowy powołał, wbrew prawu, Trybunał Wojskowy, który postawił zarzut zdrady stanu Gunarisowi, Protopapadakisowi i Stratosowi, dwóm ministrom i trzem oficerom, w tym ostatniemu głównodowodzącemu armią grecką w Anatolii Jeorjosowi Chatzianestisowi. W trakcie procesu Gunaris zachorował na tyfus. 28 listopada 1922 ogłoszono wyrok śmierci w odniesieniu do sześciu z ośmiu podsądnych, w tym Gunarisa. Wyrok wykonano jeszcze tego samego dnia.